# Могила неизвестного солдата (Киев)
Могила неизвестного солдата — памятник и стела в Киеве на месте гибели неизвестного солдата. Расположен возле станции метро «Житомирская», где шли героические бои за Киев.
Первоначально памятник был сделан из гранита с профилем солдата, имелась табличка с надписью: «Здесь похоронен солдат-разведчик, первым ступивший на территорию Святошино. Погиб 5.11.43 г. в возрасте 22-24 лет, уроженец Средней Азии», после восстановления надгробная плита была укорочена, добавлена надпись на украинском «Невідомому солдату».
По воспоминаниям местных жителей записанным в 2002 году: 

Немцы залегли в траншее за Брест-Литовским шоссе (возле кинотеатра «Экран»). Наши наступали через Лютеж. Первыми пошли разведчики. Старики увидели, что к ним во двор заходит парень с автоматом на груди и свободно так идет через огород. Дед высунулся в форточку и крикнул: «Не ходи, там німці!». Но солдат, видимо, не понял украинского языка, улыбнулся во весь рот, махнул рукой и пошел дальше. И тут просвистела пуля, разрывная, — и прямо в голову солдатику. Бабушка потом говорила, что голова у него стала, как капуста… Вообще-то странно, что он в одиночку пошел в разведку, и так открыто. Наверное, тогда солдаты смерть уже презирали… Парня завернули в шинель и похоронили на свободном участке огорода, возле семи сосен. Перед этим достали из его карманов документы, комсомольский билет, письма — и все это почему-то отдали деду, чтобы он отправил родным. А бабушка потом часто поминала убитого, приговаривая: «Бідний солдатик: у кармані було всього дві цибулинки і повна пазуха патронів»
Памятник установлен на месте захоронения. Также в могиле покоится маленькая девочка, которая погибла от взрыва бомбы в то же время, когда погиб военнослужащий.
20 августа 2015 года вандалы откололи от стелы большой верхний край.
В канун праздника Великой Победы над нацистскими оккупантами, 5 мая 2016 года, вандалы раскололи могилу неизвестного солдата на несколько частей. 13 августа 2016 года вандалы полностью доломали памятник.
В конце апреля 2018 года местные жители приняли решение восстановить памятник. Также были высажена аллея деревьев и приведены в порядок прилежащие территории.